# Platysoma rimarium
Platysoma rimarium är en skalbaggsart som beskrevs av Wilhelm Ferdinand Erichson 1834. Platysoma rimarium ingår i släktet Platysoma och familjen stumpbaggar. Inga underarter finns listade i Catalogue of Life.